# Marquesasöarna

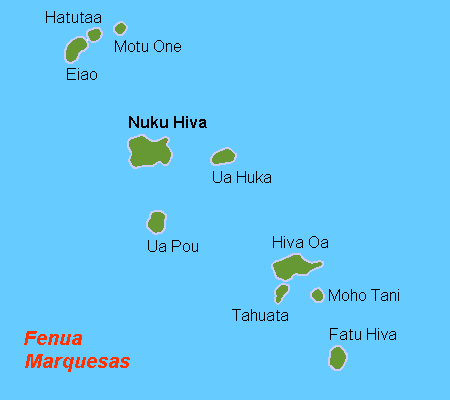
Översiktskarta

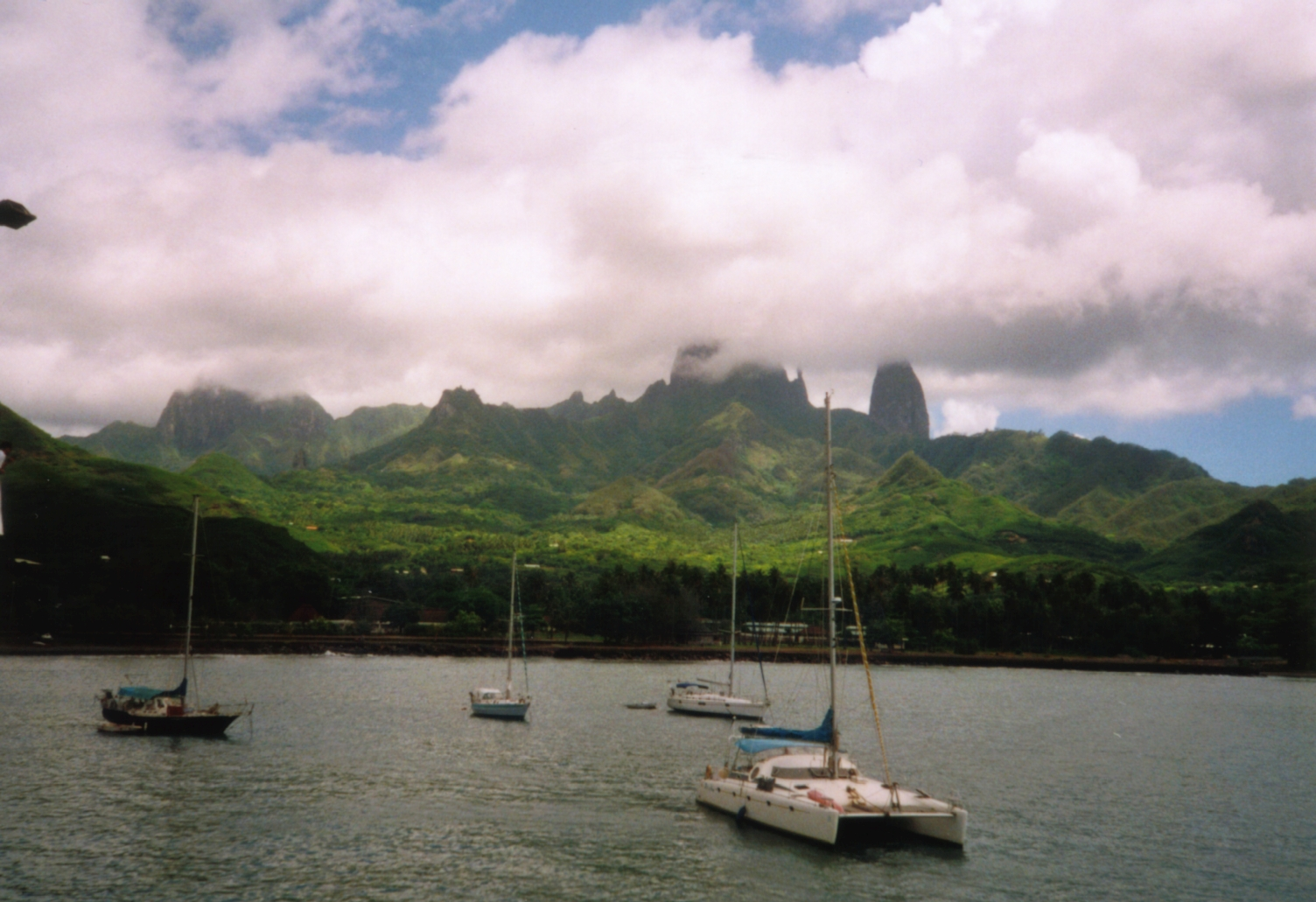
Hakahau

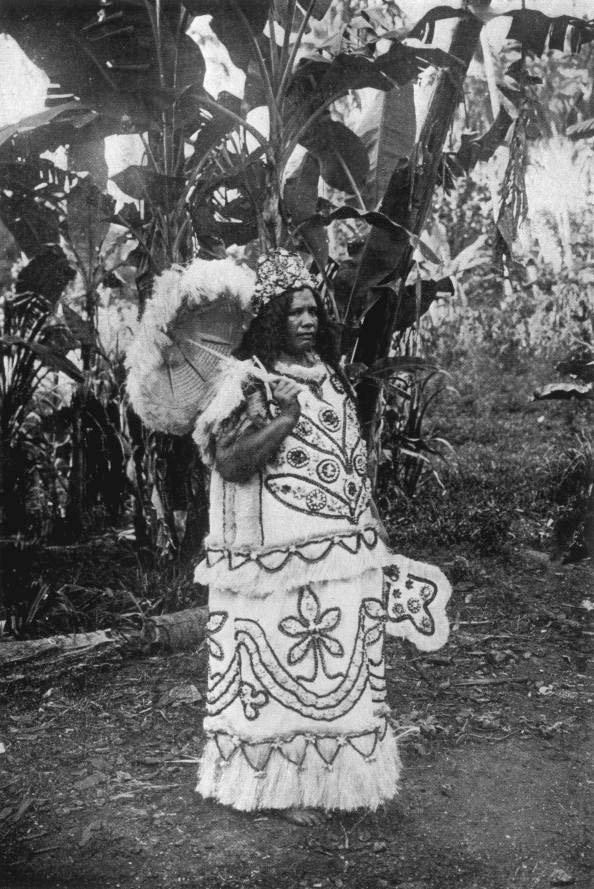
En hövdings hustru omkring 1909

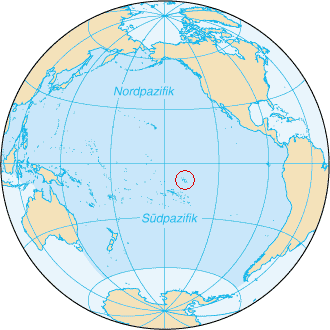
Marquesasöarnas placering i Stilla havet.

Marquesasöarna (franska: Îles Marquises eller Archipel des Marquises; marquesiska: Te Henua (K)enana - norra delen och Te Fenua 'Enata - östra delen) är ett av de fem territorierna (subdivisions administratives) i Franska Polynesien i Stilla havet. Båda öarnas namn på marquesiska betyder människornas land.
Öarna ligger ungefär 1 600 kilometer nordost om Tahiti.

## Geografi
Öarna är av vulkaniskt ursprung och ligger i en kedja från norr till söder inom ett cirka 500 km långt område med en area på cirka 1 100 km². Huvudön Nuku Hiva har en area på cirka 330 km² med den högsta höjden Mont Tekao på cirka 1 200 m ö.h.
Området omfattar 12 öar fördelade på två delområden i norr:
- Nuku Hiva, cirka 330 km²
- Ua Huka, cirka 84 km²
- Ua Pou, cirka 105 km²

Vidare de obebodda öarna:
- Eiao, cirka 43,8 km²
- Hatutu / Hatuta'a
- Motu Iti
- Motu 'Oa
- Motu One

Området omfattar följande öar i söder:
- Fatu Hiva, cirka 80 km²
- Hiva Oa, cirka 320 km²
- Tahuata, cirka 61 km²

Vidare de obebodda öarna:
- Fatu Huku
- Motu Nao
- Moho Tani / Motane

Dessutom en rad mindre öar, atoller och rev.
Befolkningen uppgår till cirka 9 000 invånare (9 inv/km²). Huvudstaden Taiohae har ungefär 1 000 invånare. Huvudspråken är lokal tahitiska och franska.
Valutan är CFP-franc som i övriga Franska Polynesien.

## Historia
Öarna upptäcktes den 21 juli 1595 av den spanske sjöfararen kapten Álvaro de Mendaña de Neira som namngav öarna Islas Las Marquesas de Mendoza efter sin beskyddare García Hurtado de Mendoza y Manrique, dåvarande guvernör av Peru.
Området utforskades 1804 av en rysk expedition under Adam Johann von Krusenstern.
Den franske målaren Paul Gauguin tillbringade sina sista år, 1899-1903, på Hiva Oa. Den belgisk-franske artisten Jacques Brel kom till samma ö 1975 och insjuknade här i cancer 1978, avled i Paris. De ligger begravda på samma kyrkogård, Cimetière Calvaire, på Hiva Oa.
Området blev ett franskt protektorat 1838 och införlivades 1903 tillsammans med övriga öar inom Franska Polynesien i det nyskapade Établissements Français de l'Océanie (Franska Oceanien).